# Berliner Turner-Verein von 1850
Der Berliner Turner-Verein von 1850 ist ein deutscher Sportverein. Der Verein ist der zweitälteste Sportverein in Berliner Stadtteil Kreuzberg.
Er ist in den Sparten Handball, Volleyball, Schwimmen und Gerätturnen aktiv und hat 400 Mitglieder Diese sind unterteilt in Herren-. Damen- und jugendmannschaften.
Er ist Mitglied im Landessportbund Berlin
Mit Gustav Felix Flatow und Franz Abbé brachte er einige Olympiateilnehmer hervor.
Heute werden in dem Verein zahlreiche Sportarten betrieben.